# سنتز نیتریل کلبه
سنتز نیتریل کلبه(به انگلیسی: Kolbe nitrile synthesis) روشی برای تهیه آلکیل‌نیتریل‌ها از واکنش آلکیل هالید مربوطه با یک سیانید فلزی است. محصول جانبی این واکنش تشکیل یک ایزونیتریل است زیرا یون سیانید یک هسته‌دوست دوسردندانه است و طبق قانون کورنبلوم قادر به واکنش با کربن یا نیتروژن است. این واکنش به افتخار هرمان کلبه، شیمیدان آلمانی نامگذاری شده‌است.
{\displaystyle {\ce {{\underset {alkyl\ halide}{R-X}}+{\underset {cyanide\ ion}{CN^{\ominus }}}->{\underset {alkyl\ nitrile}{R-C{\equiv }N}}+{\underset {alkyl\ isonitrile}{R-{\overset {\oplus }{N}}{\equiv }C^{\ominus }}}}}}
نسبت تشکیل هر دو ایزومر به حلال و سازوکار واکنش بستگی دارد. با استفاده از سیانیدها قلیایی مانند سدیم سیانید و حلال‌های قطبی، نوع واکنش یک واکنش جانشینی هسته‌دوستی دومولکولی (SN2) است، که طی آن آلکیل‌هالید توسط اتم کربن هسته دوست‌تر از یون سیانید مورد حمله قرار می‌گیرد. این نوع واکنش همراه با دی‌متیل سولفوکسید به عنوان حلال یک روش مناسب برای سنتز نیتریل‌ها است. استفاده از DMSO پیشرفت عمده ای در توسعه این واکنش بود، زیرا این ماده برای الکترون‌دوست‌های با مانع فضایی بیشتر (هالیدهای ثانویه و نئوپنتیل هالیدها) بدون واکنش‌های جانبی بازآرایی عمل می‌کند.

## یادداشت
1. ↑  ambident nucleophile